# Avesta-Sturm
Avesta-Sturm (schwedisch Avestastormen) hieß der Sturm, der am 10. Juli 1993 über das südliche Dalarna zog.

## Hergang
Bereits sehr früh am Morgen nahm der Sturm seinen Anfang. Der Himmel über dem südöstlichen Dalarna und über dem nordöstlichen Västmanland färbte sich schwarz. Gleich danach gab es schwere Gewitter mit Blitz und Donner an vielen Stellen. Am schlimmsten in der Gemeinde Avesta. Die gemessene Windstärke betrug zwischen 20 und 30 m/s (bis 100 km/h).
In der Mitte des Tages gingen schwere Hagelschauer nieder. Am meisten betroffen waren die Gemeinden Hedemora und Norberg. Gleichzeitig zog ein großer Tornado über die Gemeinde Avesta. Beginnend von Brovallen über Avesta und Horndal, bis hinauf nach Byvalla, wo er sich auflöste. Die höchste gemessene Windgeschwindigkeit lag bei 35 m/s in Horndal.
Der Sturm wird als Avesta-Sturm genannt, weil die Gemeinde Avesta am stärksten betroffen war.
Eine große Rallyeveranstaltung, die in Hedemora stattfand, musste aufgrund des Hagels und der starken Winde abgebrochen werden. Der Hauptgrund für den Abbruch war, dass ein Fahrer wegen der schlechten Sicht gegen einen Baum fuhr.

## Betroffene Gemeinden
- Gemeinde Avesta
- Gemeinde Hedemora
- Gemeinde Norberg
- Gemeinde Sala

## Schäden
Am Tag nach dem Sturm wurden Schäden in Höhe von vielen Millionen Schwedischen Kronen festgestellt. Der Schaden an den Wäldern wurde von dem Forstbetrieb Sveaskog auf 3 Millionen Schwedische Kronen geschätzt. Zerstörte Autos, umgefallene Bäume und abgedeckte Hausdächer säumten den Weg des Tornados. Der Schaden der zerstörten Autos und Gebäude belief sich allein in der Gemeinde Avesta auf 2 Millionen Kronen.
In Avesta starb ein sechsjähriges Mädchen auf einem Spielplatz, als ein Baum auf sie stürzte, hunderte Personen wurden zum Teil schwer verletzt. Die Rettungsarbeiten wurden durch auf der Straße liegende Bäume erschwert.

## Nachweise
- Annelie minns tromben som tog ett liv. In dt, 2011 – Bericht und Bilder (anläßlich eines Tornados 2011)

1. ↑  Tromb mellan Hammarö och Karlstad (Memento vom 27. August 2012 im Internet Archive). Schwedisch. Online auf nwt.se vom 25. August 2012. (anlässlich eines Tornado 2012), abgerufen am 19. April 2024.